# Bei Taouress
Bei Taouress è uno dei cinque comuni del dipartimento di Mederdra, situato nella regione di Trarza in Mauritania. Nel censimento della popolazione del 2000 contava 2.744 abitanti.